# Veckelbjörn
Veckelbjörn (Potos flavus), även kallad kinkajou, kinkaju eller gripsvansbjörn, är en art i familjen halvbjörnar. Den återfinns från södra Mexiko till Brasilien. Dess mest kännetecknande egenskap är den långa svansen, med vilken den kan hänga från trädgrenarna. Ingen annan art i familjen halvbjörnar har en gripsvans. Veckelbjörnen livnär sig nästan helt på vegetabiliska ämnen. Med en kroppslängd upp till 60 centimeter (utan svans) och en vikt upp till 4–5 kilogram är den en medelstor medlem av familjen. Beståndet minskar något men arten betraktas som livskraftig.

## Utseende och anatomi

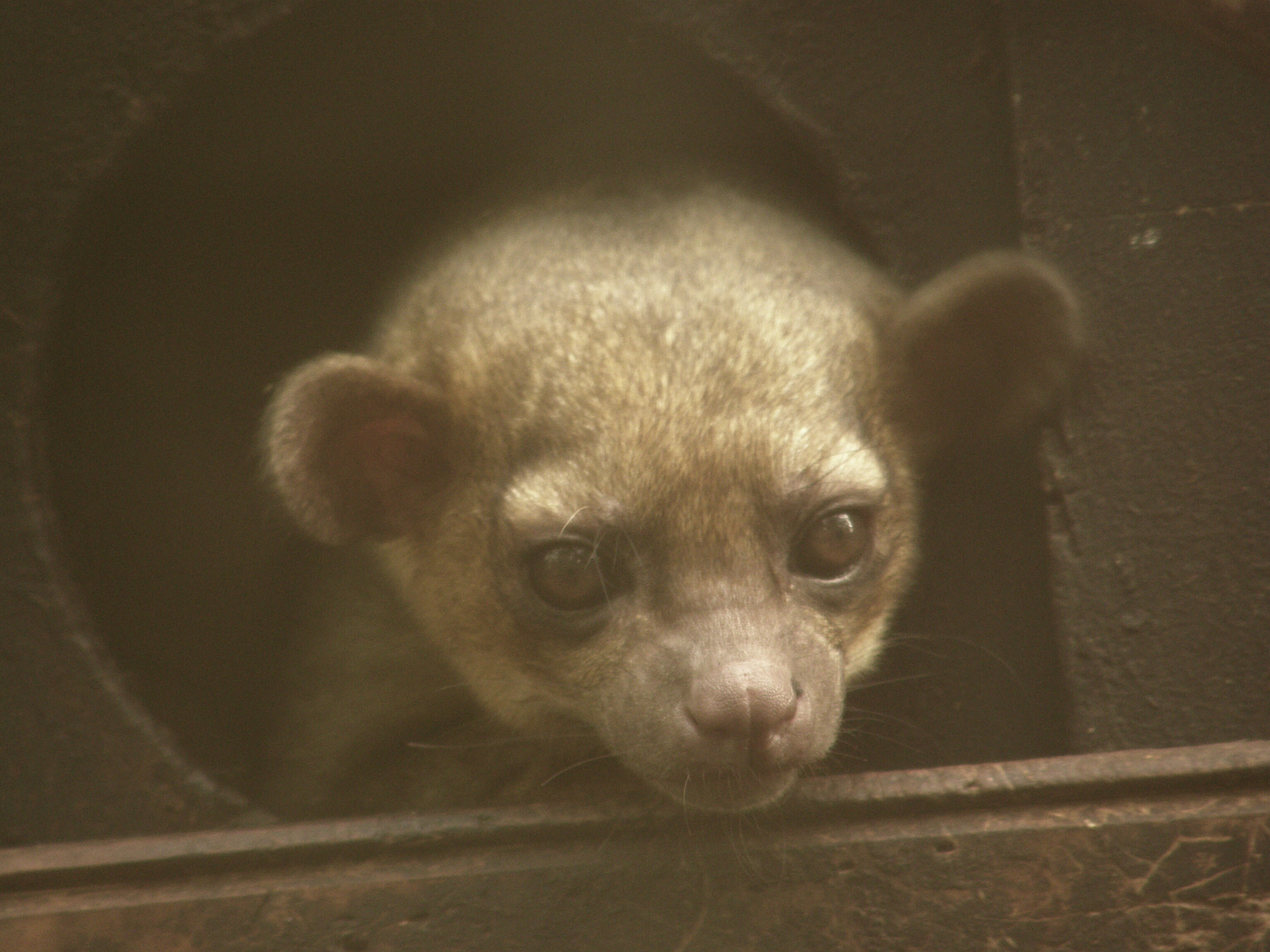
Djurets huvud

Veckelbjörnens kroppslängd ligger mellan 40 och 60 centimeter. Därtill kommer en 40 till 55 centimeter lång gripsvans. Vikten ligger mellan 1,5 och knappt 5 kilogram och de flesta individer har en vikt av två till tre kilogram.
Pälsen på djurets rygg är ullig, kort och brun. Ibland förekommer ett smalt svart streck på ryggens mitt. På buken är pälsen gulaktig. Hårets rot är vanligen gulaktig eller ljusbrun och spetsen är rödaktig.
Öronen och nosen sticker inte särskilt ut från det övriga huvudet. De stora ögonen har en kastanjebrun iris och rund pupill. Med dessa har veckelbjörnar god synförmåga under dygnets mörka timmar.
Djuret har korta och kraftiga extremiteter. Vid tårna finns böjda klor som hjälper arten att klättra i träd.
Veckelbjörnens tandformel är I 3/3 C 1/1 P 3/3 M 2/2, alltså 36 tänder. Påfallande är den smala och långa tungan som sträckas ut för att få tag i föda.
Honor har bara ett par spenar.

## Utbredning och habitat
Utbredningsområdet når i norr upp till centrala Mexiko men bara vid östra och västra kustlinjerna. Den södra gränsen sträcker sig från Ecuadors södra gräns längs Andernas östra sluttningar och fortsätter över centrala Bolivia och nordöstra Paraguay till delstaten Rio de Janeiro i Brasilien. Veckelbjörnar vistas i amerikanska tropiska regnskogar upp till 2 500 meter över havet. De klättrar i trädens toppar och kommer inte frivilligt till marken. På grund av att de dessutom är aktiva på natten är det svårt för forskare att hitta dem.

## Ekologi
Som nämnts tidigare är veckelbjörnar aktiva på natten med bra förmåga att klättra. De sover vanligtvis i trädens håligheter och ibland även på öppna grenar eller ansamlingar av lianer och blad. När de vilar rullar veckelbjörnar ihop kroppen och täcker ögonen med sina tassar. Blir de ofredade vid ätandet så skäller de som hundar. Veckelbjörnar tar till flykten eller försvarar sig när en fiende kommer för nära.

### Socialt beteende
Deras sociala beteende liknar andra rovdjurs eller primaters beteende. Veckelbjörnen letar vanligtvis ensam efter föda men under vissa perioder förekommer mindre grupper och vid mycket bra tillgång till föda bildas stora grupper. För stora grupper finns vanligen inte tillräckligt många håligheter i samma område och därför sover ibland upp till fem individer i samma bo. Under dessa förhållanden förekommer det att veckelbjörnar vårdar varandras päls eller att de leker med en artfrändes ungar. I genomsnitt varar pälsvården i 6 minuter men den längsta tiden för pälsvård som har iakttagits var 28 minuter.
Bredvid dessa stora grupper förekommer mindre familjegrupper som består av en hona med två ungdjur som är ett till tre år respektive maximalt ett år gamla. I familjegruppen ingår även två hannar som vanligen är släkt med varandra men vid parningstiden uppstår regelbundet strid. Här vårdas pälsen inte lika intensivt som i de nämnda stora grupperna – ett tecken att de sociala bindningarna inte är lika starka.
En familjegrupp har ett revir som är mellan 30 och 50 hektar stort. Territoriets gränser markeras med doftmärken. Det förekommer bara mellan ensamma hannar och familjegrupper eller mellan ensamma hannar och honor att revir överlappar varandra. För att markera reviret har veckelbjörnar körtlar vid hakan, strupen och bröstet.
Ibland förekommer även grupper som bara består av hannar men syftet med dessa grupper är outforskat.

### Föda
Veckelbjörnar hittar alla sorters föda i trädens kronor. Födan är i genomsnitt sammansatt till cirka 90 % av frukter, till ungefär 10 % av blad och till en mindre del av nektar eller andra ämnen. Veckelbjörnen suger nektar med sin långa tunga antingen direkt ur blommor eller ur bikupor. Andelen nektar i födan beror på regionen. I Panama består födan nästan uteslutande av vegetabiliska ämnen men i andra regioner äter djuret även insekter. Angående frukter föredras söta exemplar med mycket fruktkött som mango, fikon, avokado och guava men det är bara exempel. I centrala Panama består födan av cirka 80 olika fruktsorter. I viss mån äter veckelbjörnen även fågelägg och på nattkvisten, men dock sällan, även fågelungar .
Efter flyghundar är veckelbjörnen det däggdjur som har den största andelen frukt i födan. Som jämförelse kan nämnas att andelen frukt i födan hos schimpanser, orangutanger och ullspindelapor, som ofta betecknas som intensiva fruktätare, bara ligger vid 70 %.

### Rörelsesätt
Med sitt sätt att röra sig i träd skiljer sig veckelbjörnen från andra halvbjörnar. Just svansen används mycket. Bland annat har djuret förmåga att hålla sig fast med svansen i en gren och hänga med övriga kroppen ner för att komma fram till avlägsna frukter. Dessutom hölls svansen vågrätt bakåt för att hålla balansen när veckelbjörnen går på grenar. När djuret klättrar uppåt lodräta stammar vecklar den svansen kring kvistar för säkerhets skull.

### Relationer till andra djur
På grund av det liknande levnadssättet och liknande födoämnen fyller veckelbjörnen i regnskogen samma ekologiska nisch som rullapor. Rullapor och veckelbjörnar kan leva i samexistens då de sistnämnda är aktiva på natten och de förstnämnda på dagen.
Veckelbjörnar har nästan inga naturliga fiender. På grund av deras vistelse i trädens kronor blir de sällan offer för rovdjur på marken som jaguar. Veckelbjörnarnas aktivitet på natten skyddar dem från större rovfåglar som harpyja. De ugglor som förekommer i samma region är oftast för små för att utgöra ett hot. När veckelbjörnar träffar på människor är de inte särskilt skygga. Dessutom har de inget annat beteende under ljusa nätter än under mörka nätter.

## Fortplantning
Hos veckelbjörnar finns inga särskilda parningstider. När en hona är parningsberedd utstöter den ett läte som liknar syrsornas sirpande.
Hannar gör upp i korta strider vem som får rätten att para sig. Vinnaren bevakar sedan alla könsmogna honor i ett begränsat område. På så sätt kan segraren para sig med i genomsnitt 91,7 % av alla könsmogna honor i sitt revir. Före kopulationen stimulerar hannen honan genom att smeka hennes kroppssidor.
Efter dräktigheten som varar i 100 till 120 dagar föder honan oftast ett enda ungdjur. Tvillingar förekommer sällan. Nyfödda veckelbjörnar väger 150 till 200 gram, har en längd av cirka 30 centimeter och bär en gles och luddig päls. Håret är silvergrått och vid spetsen svart. På den rosafärgade buken finns så lite hår att den verkar vara naken. Ungdjuren är vid födelsen döva och blinda. Först efter en till fem dagar får de förmåga att höra ljud och synförmågan uppstår efter sju till nitton dagar. Efter ungefär sju veckor äter ungdjuret även fast föda och efter cirka fyra månader när ungdjuret är självständigt slutar honan att ge di. Ungarnas pälsfärg är fullt utvecklad efter ungefär ett år. Hannar blir könsmogna efter 1,5 och honor efter 2,25 år. Det äldsta exemplaret i fångenskap som är känt blev 32 år gammal.
Vissa honor uppfostrar sina ungar ensamma och inte i små grupper som är vanligast. Dessa honor har ett revir som överlappar med olika hannars revir men inte med andra honors. Vuxna honor lämnar vanligtvis den grupp där de blev födda. Utförda studier visade även att hannar av granngrupper är närmare släkt med varandra än honor av grupper med samma revirgräns.

## Underarter och systematik
På grund av olikheter gällande pälslängd, storlek och färgsättning beskrevs upp till 14 underarter men standardverket Mammal Species of the World sammanfattar flera av underarterna och listar bara sju underarter.
- Potos flavus flavus (Schreber, 1774), lever i Surinam och angränsande regioner av nordöstra Sydamerika.
- P. f. chapadensis (J. A. Allen, 1904), förekommer i centrala Brasilien, till exempel i Chapada dos Veadeiros nationalpark.
- P f. chiriquensis (J. A. Allen, 1904), hittas i Panama och angränsande regioner.
- P. f. megalotus (Martin, 1836), lever i departementet Magdalena, Colombia.
- P. f. meridensis (Thomas, 1902), förekommer i Venezuela.
- P. f. modestus (Thomas, 1902), finns främst i provinsen Guayas i Ecuador.
- P. f. nocturnus (Wied-Neuwied, 1826), lever längs Brasiliens östra kustlinje.

Johann Christian Daniel von Schreber som beskrev arten för första gången gav veckelbjörnen det vetenskapliga namnet Lemur flavus. Han antog alltså att veckelbjörnen tillhör ordningen primater. Idag betraktas vanligen släktet olingobjörnar som veckelbjörnens närmaste släktingar men en studie från 2007 ser veckelbjörnen som en självständig utvecklingslinje (klad) av halvbjörnar.

## Veckelbjörnen och människor
Arten har ingen större ekonomisk betydelse för människan men i viss mån används djurets päls för att framställa väskor och skärp. Några indianfolk nyttjar veckelbjörnens kött som mat. Veckelbjörnar orsakar ingen större skada i plantager och därför jagas de inte av plantageägare. En större roll spelar veckelbjörnen som sällskapsdjur. I djurets levnadsområde finns arten ibland i zoologiska affärer. Individer som fångas som ungdjur har ofta en bra relation till sina ägare. Däremot är det svårt att domesticera veckelbjörnar och djur som hålls i fångenskap blir aldrig riktig tama.
På grund av det stora utbredningsområdet och då populationens minskning är obetydlig listas veckelbjörnen av IUCN som livskraftig (LC).